# 2 Baddies
2 Baddies (Hangul: 질주; RR: Jilju) es el cuarto álbum de estudio en coreano (quinto en total) del grupo surcoreano NCT 127. Fue lanzado el 16 de septiembre de 2022 por SM Entertainment, y contiene 12 canciones con una variedad de géneros, incluyendo el sencillo principal del mismo nombre. El álbum recibió reseñas positivas de los críticos, quienes elogiaron la versatilidad de las pistas que van desde hip hop hasta R&B.

## Antecedentes y lanzamiento
El 8 de agosto de 2022, NCT 127 anunciaría que lanzarían un nuevo álbum en septiembre. El 18 de agosto de 2022, SM Entertainment confirmaría que la fecha del nuevo álbum de NCT 127 sería 16 de septiembre. Después se confirmaría que 2 Baddies tendría 12 canciones, incluyendo el sencillo principal del mismo nombre. El 15 de septiembre de 2022, el video musical de 2 Baddies sería prelanzado. El 16 de septiembre de 2022, el álbum fue lanzado física y digitalmente en todo el mundo.

## Promoción
2 Baddies fue presentado con un tráiler conceptual titulado "Gear Up", lanzado el 18 de agosto de 2022, que muestra un automóvil con el número 127 en el capó y el título del álbum en el techo y los miembros del grupo vistiendo atuendos que brillan en la oscuridad. NCT 127 realizó un show de regreso para conmemorar el lanzamiento del álbum fuera de línea en KINTEX 7Hall y transmitido en vivo a través de Beyond Live. El grupo realizó conciertos en Los Ángeles y Nueva York para promocionar el álbum en América del Norte, como parte de su gira Neo City – The Link. El miembro Mark señaló en la conferencia de prensa del lanzamiento del álbum que  la lista de canciones de la gira se revisaría para incluir canciones de 2 Baddies.

## Lista de canciones
| 2 Baddies |                            |                                          | |          |  |
| N.º       | Título                     | Letras                                   | Música | Duración |  |
| 1.        | «Faster»                   | Lee Song (VERY GOODS) y Sahara (Joombas) | Mich Hansen, Rasmus Hedegaard y Balance                                                                             | 2:50     |  |
| 2.        | «2 Baddies (질주)»         | Sokodomo, Haeil y Xinsayne               | Aron Bergerwall, Louise Lindberg, Tony Ferrari, Parker James, Cazzi Opeia (Sunshine) y Ellen Berg (Sunshine)        | 3:49     |  |
| 3.        | «Time Lapse»               | Jeong Ha-ri (Joombas), Taeyong y Mark    | Dem Jointz y Young Chance                                                                                           | 3:34     |  |
| 4.        | «Crash Landing (불시착)»   | Kenzie                                   | Kenzie, IMLAY y Junny                                                                                               | 3:24     |  |
| 5.        | «Designer»                 | Kim Jae-won, Taeyong y Mark              | Corron Cole, James Bunton, Aaron Aye, Dem Jointz y Ryan S. Jhun                                                     | 3:56     |  |
| 6.        | «Gold Dust (윤슬)»         | Lee Chae-young                           | Mozella, Nick Bradley, Stuart Crichton y Paul Blanco                                                                | 4:08     |  |
| 7.        | «Black Clouds (흑백 영화)» | Oh Hyun-seon (Lalala Studio)             | Rokman (The Hello Group), Lauren Dyson (The Hello Group) y Sean Fischer (Honua)                                     | 3:38     |  |
| 8.        | «Playback»                 | Lee Chang-hyuk                           | Oneye, Andreas Öberg y Johan Gustafsson                                                                             | 3:11     |  |
| 9.        | «Tasty (貘)»               | Jo Yoon-kyung                            | Teodor Herrgårdh, Rebecca Sjöberg, Gustav Nilsson, Moa "Cazzi Opeia" Carlebecker (Sunshine) y Ellen Berg (Sunshine) | 3:34     |  |
| 10.       | «Vitamin»                  | Kim Ye-in                                | Jacob Attwooll, Jon Eyden y Eben                                                                                    | 3:04     |  |
| 11.       | «LOL (Laugh-Out-Loud)»     | Lee Hye-yoom                             | Fabian Torsson, Harry Sommerdahl y Albin Nordqvist                                                                  | 3:38     |  |
| 12.       | «1, 2, 7 (Time Stops)»     | Park Seong-hee                           | Peter Wallevik (PhD), Daniel Davidsen (PhD) y Iain James                                                            | 3:36     |  |
| 42:22     |                            |                                          | |          |  |

## Historial de lanzamientos
| Región        | Fecha                    | Formato                            | Distribuidor     | Ref.  |
| ------------- | ------------------------ | ---------------------------------- | ---------------- | ----- |
| Varios        | 16 de septiembre de 2022 | Descarga digital                   | SM Entertainment | [ 8 ] |
| Corea del Sur | 16 de septiembre de 2022 | Descarga digital                   | SM Entertainment | [ 8 ] |
| CD            | 16 de septiembre de 2022 | SM Entertainment y Dreamus         | [ 11 ]           |       |
| CD            | 16 de septiembre de 2022 | Estados Unidos                     | [ 11 ]           |       |
| CD            | 16 de septiembre de 2022 | SM Entertainment y Capitol Records | [ 8 ]            |       |